# Hålblomflugor

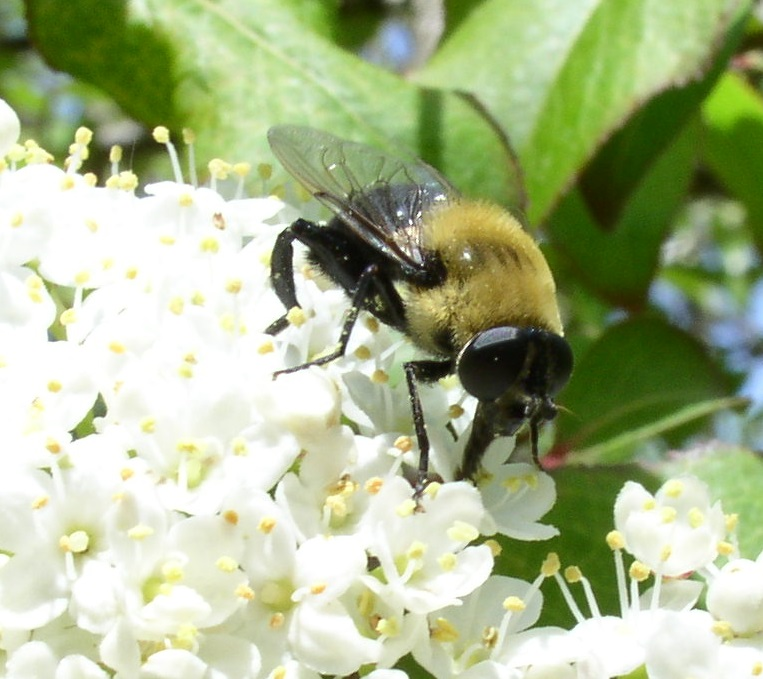
Mallota bautias

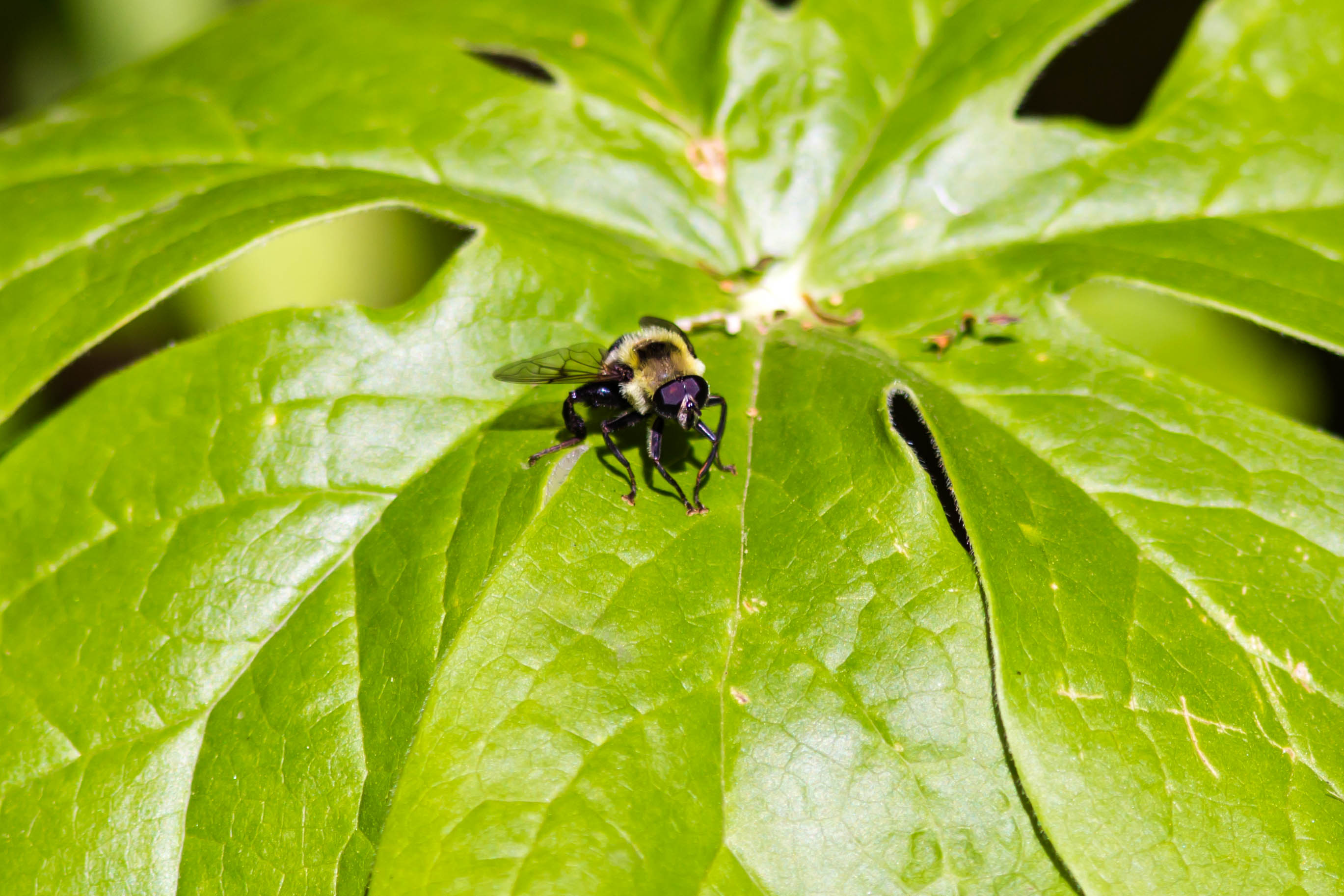
Mallota posticata

Hålblomflugor (Mallota) är ett släkte av tvåvingar som beskrevs av Johann Wilhelm Meigen 1822. Hålblomflugor ingår i familjen blomflugor.

## Artlista[1][2]
- Mallota aberrans
- Mallota aenigma
- Mallota albipilis
- Mallota analis
- Mallota anniae
- Mallota aperta
- Mallota apis
- Mallota bautias
- Mallota bequaerti
- Mallota bicolor
- Mallota bombiformis
- Mallota bucharica
- Mallota cimbiciformis
- Mallota colombii
- Mallota curvigaster
- Mallota dasyops
- Mallota dusmeti
- Mallota eristaliformis
- Mallota eurasiatica
- Mallota extrema
- Mallota flavovillosa
- Mallota florea
- Mallota formosana
- Mallota fuca
- Mallota fuciformis
- Mallota fulvula
- Mallota haemorrhoidalis
- Mallota hirsuta
- Mallota horishana
- Mallota hysopia
- Mallota inopinata
- Mallota intermedia
- Mallota inversa
- Mallota klepsvikae
- Mallota maculata
- Mallota margarita
- Mallota matolla
- Mallota megilliformis
- Mallota meromacrimima
- Mallota munda
- Mallota mystacia
- Mallota nanjingensis
- Mallota nigra
- Mallota ochracea
- Mallota orientalis
- Mallota parvula
- Mallota posticata
- Mallota pseuditricolor
- Mallota rossica
- Mallota rubicunda
- Mallota rubripes
- Mallota rufipes
- Mallota sackeni
- Mallota salti
- Mallota semenovi
- Mallota sera
- Mallota shatalkini
- Mallota singularis
- Mallota smithi
- Mallota sogdiana
- Mallota sufficiens
- Mallota tadzhikorum
- Mallota takasagensis
- Mallota tricolor
- Mallota ussuriensis
- Mallota usta
- Mallota varicolor
- Mallota vilis
- Mallota viridiflavescentis
- Mallota yakushimana
- Mallota zarudniana